# Claude Forget (décorateur)
Pour l’article homonyme, voir Forget.

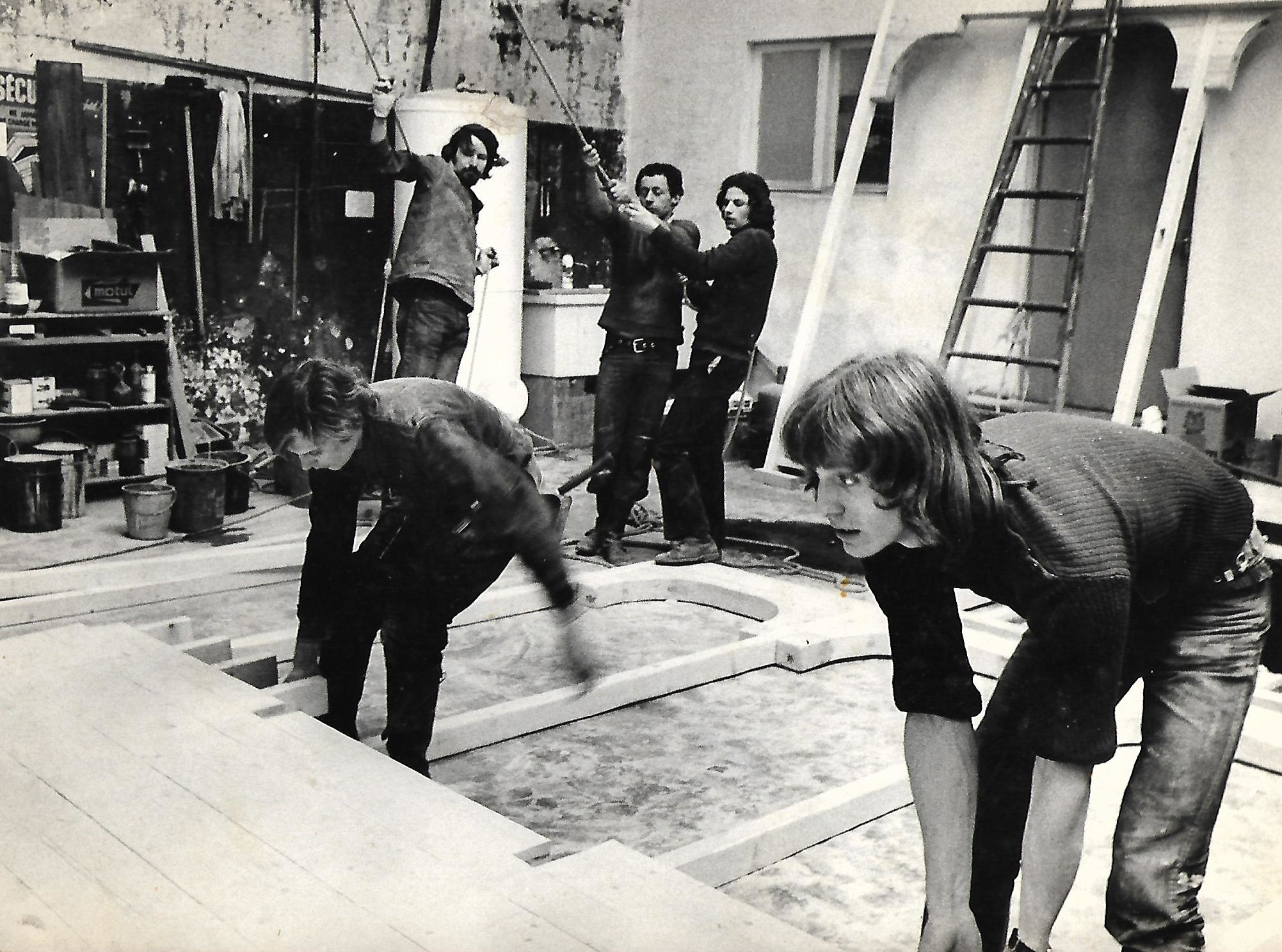
Création décors de 1789 (1970)

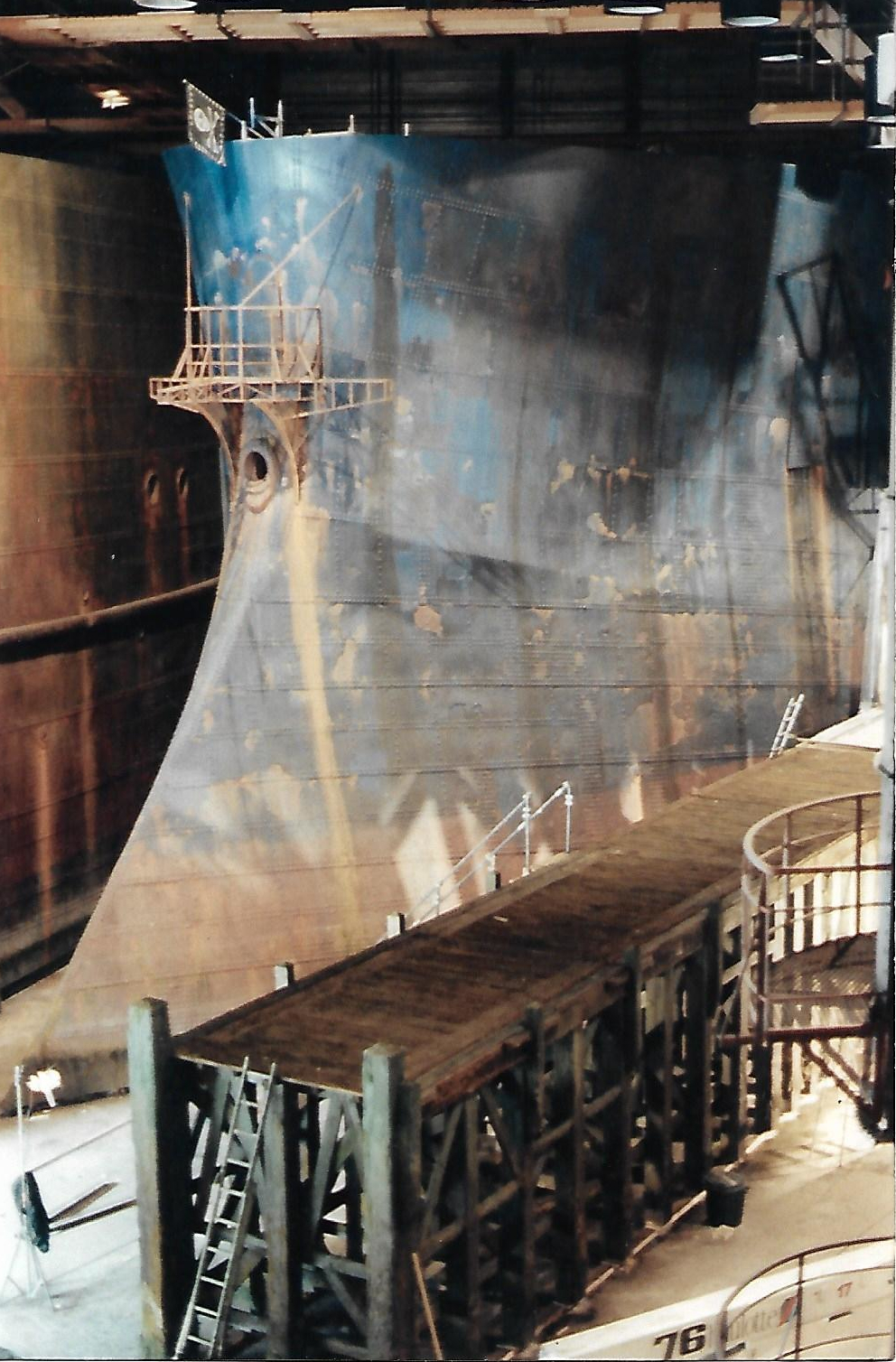
Création des décors pour la scène du ponton, La Cité des Enfants perdus (1995)

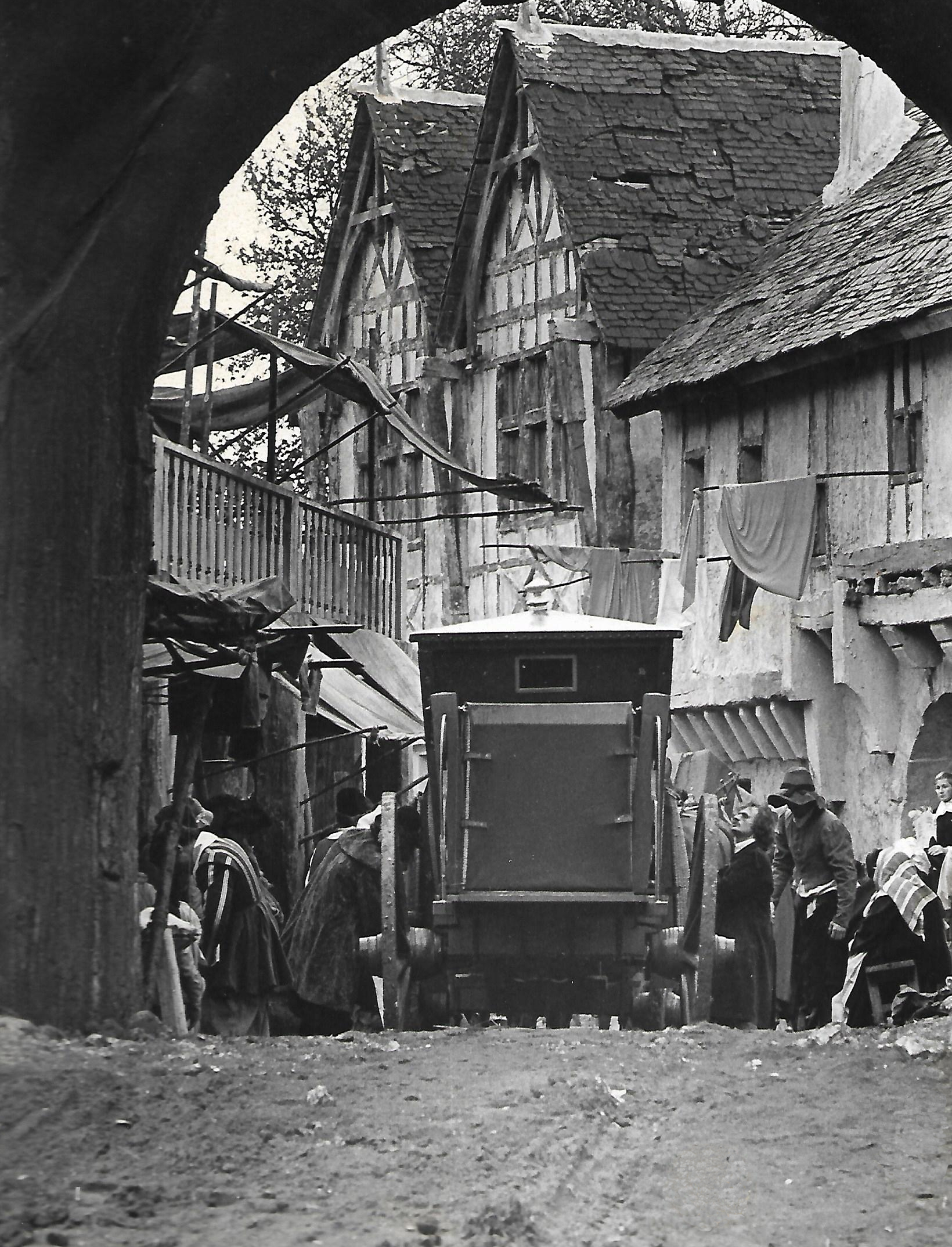
Création d'une rue entière pour le tournage de Molière à la Cartoucherie de Vincennes, Molière (1978)

Claude Forget, né le 5 novembre 1949 à Paris 7e et mort le 20 février 2015 à Blois, est un comédien, scénographe et décorateur français. Il a notamment travaillé pendant 20 ans au Théâtre du Soleil et collaboré entre autres sur des films de Bertrand Tavernier, Maurice Pialat, Marc Caro et Jean-Pierre Jeunet. 

## Biographie
En 1966, un CAP de menuisier en poche, il a 17 ans quand il  intègre l'École nationale supérieure des arts et techniques du théâtre (ENSATT), que l'on appelait familièrement à cette époque l'École de la Rue Blanche, située au 21 rue Blanche dans le 9e arrondissement de Paris.
En 1968 il travaille au théâtre de la Commune à Aubervilliers et y fera notamment la connaissance de Norbert Journo (comédien sur Molière).
Puis en 1968, c'est la rencontre avec Ariane Mnouchkine et le Théâtre du Soleil avec la création collective Les Clowns. Ce sera le début de sa collaboration avec Guy-Claude François avec qui il travaillera de nombreuses années, de même qu'avec Roberto Moscoso ou Jean-Claude Penchenat. Il y restera jusqu'en 1988, date à laquelle il ira travailler sur de nombreux films pour le cinéma ou la télévision en tant que constructeur des décors, à son compte ou chez Les Bâtisseurs d'Ephémère notamment pour des émissions de TV et spectacles tels que Les Enfoirés.
Il meurt des suites d'une longue maladie le 20 février 2015 à Blois.

## Théâtre
- 1969 : Les Clowns création collective du Théâtre du Soleil, mise en scène de Ariane Mnouchkine Théâtre de la Commune, Festival d'Avignon, Piccolo Teatro Milan (décors)
- 1970 : 1789 [2]création collective du Théâtre du Soleil, La Cartoucherie, mise en scène d'Ariane Mnouchkine (décors)
- 1972 :  1793 création collective du Théâtre du Soleil, La Cartoucherie, mise en scène d'Ariane Mnouchkine (scénographe, décors)
- 1979 : Mephisto ou Le Roman d'une carrière[3] de Klaus Mann, La Cartoucherie, Festival d'Avignon  , mise en scène d'Ariane Mnouchkine, (décors, comédien : Ludwig, musicien[4])
- 1981 : Condition des Soies, La danse du diable[5], mise en scène de Philippe Caubère (décors)
- 1981 : Richard II de William Shakespeare, La Cartoucherie, Festival d'Avignon 1982 et 1984, mise en scène de Ariane Mnouchkine ,(décors, machinerie, accessoires, comédien : serviteur)
- 1982 : La Nuit des rois [6]de William Shakespeare, La Cartoucherie, Festival d'Avignon[7] 1984, mise en scène d'Ariane Mnouchkine ; texte de William Shakespeare (décors, machinerie et accessoires)
- 1982 : L'Énéide d'après Virgile, mise en scène Denis Guénoun (scénographe)
- 1984 : Henri IV de William Shakespeare, La Cartoucherie, Festival d'Avignon[8], mise en scène de Ariane Mnouchkine (décors)
- 1985 : L'Histoire terrible mais inachevée de Norodom Sihanouk, roi du Cambodge d'Hélène Cixous, La Cartoucherie, mise en scène d'Ariane Mnouchkine (menuiseries et accessoires)
- 1987 : L'Indiade ou l'Inde de leurs rêves d'Hélène Cixous, La Cartoucherie, mise en scène Ariane Mnouchkine (décors)

## Cinéma et Télévision
- 1974 : Les Chinois à Paris de Jean Yanne (décors)
- 1978 : Molière d'Ariane Mnouchkine (décors)
- 1988 : La vie et rien d'autre de Bertrand Tavernier (décors)
- 1988 : Mangeclous[9] de Moshé Mizrahi (chef constructeur)
- 1991 : Van Gogh de Maurice Pialat (décors)
- 1995 : La Cité des enfants perdus[9] de Marc Caro et Jean-Pierre JEUNET (décors)
- 2004 : Grande École de Robert Salis (chef constructeur)
- 2004 : Arsène Lupin [10]de Jean-Paul Salomé (décors)
- 2009 : Reporters, série TV de Alban Guitteny (décors)